# Dorfkirche Arnsgrün

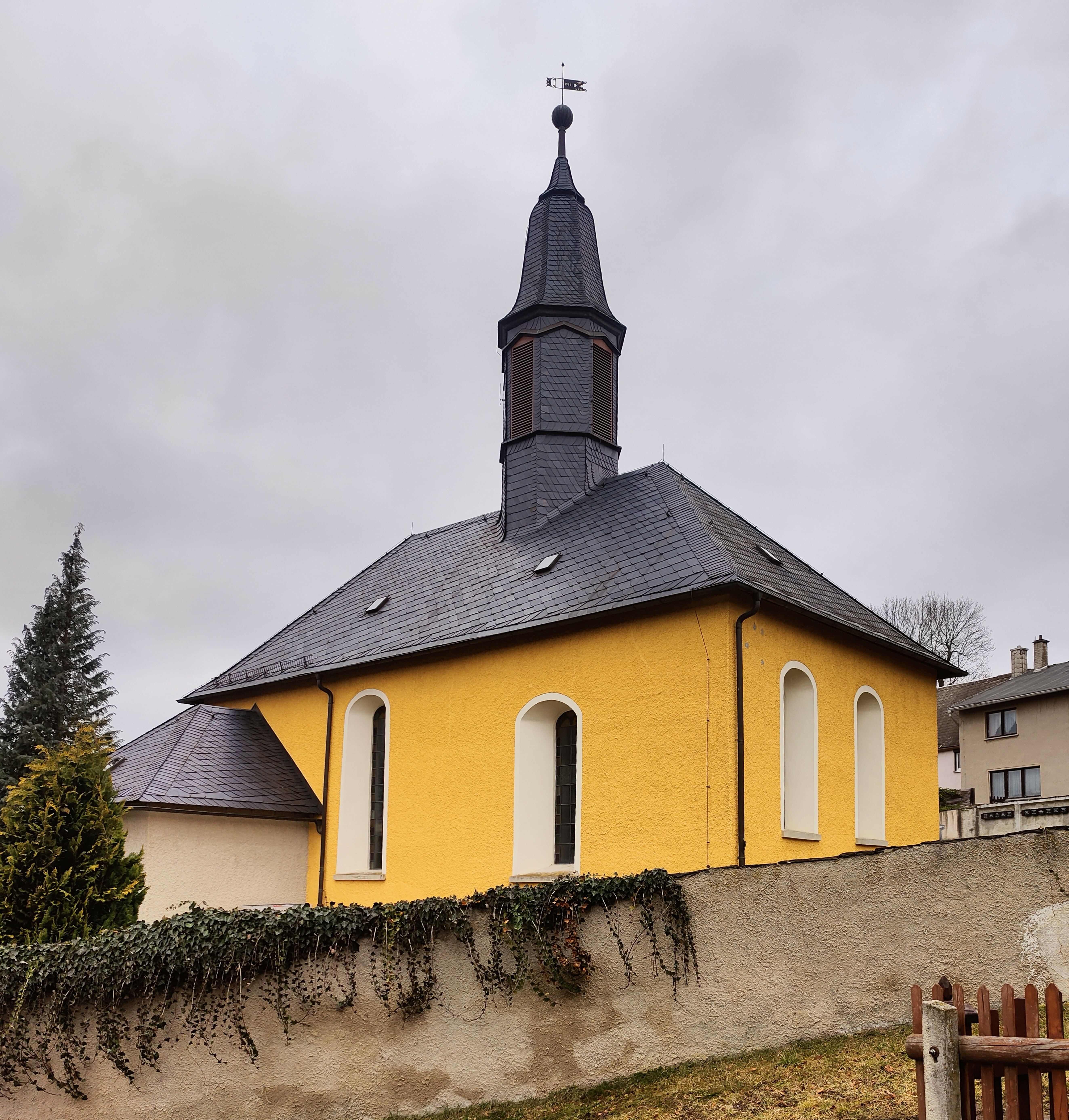
Dorfkirche Arnsgrün

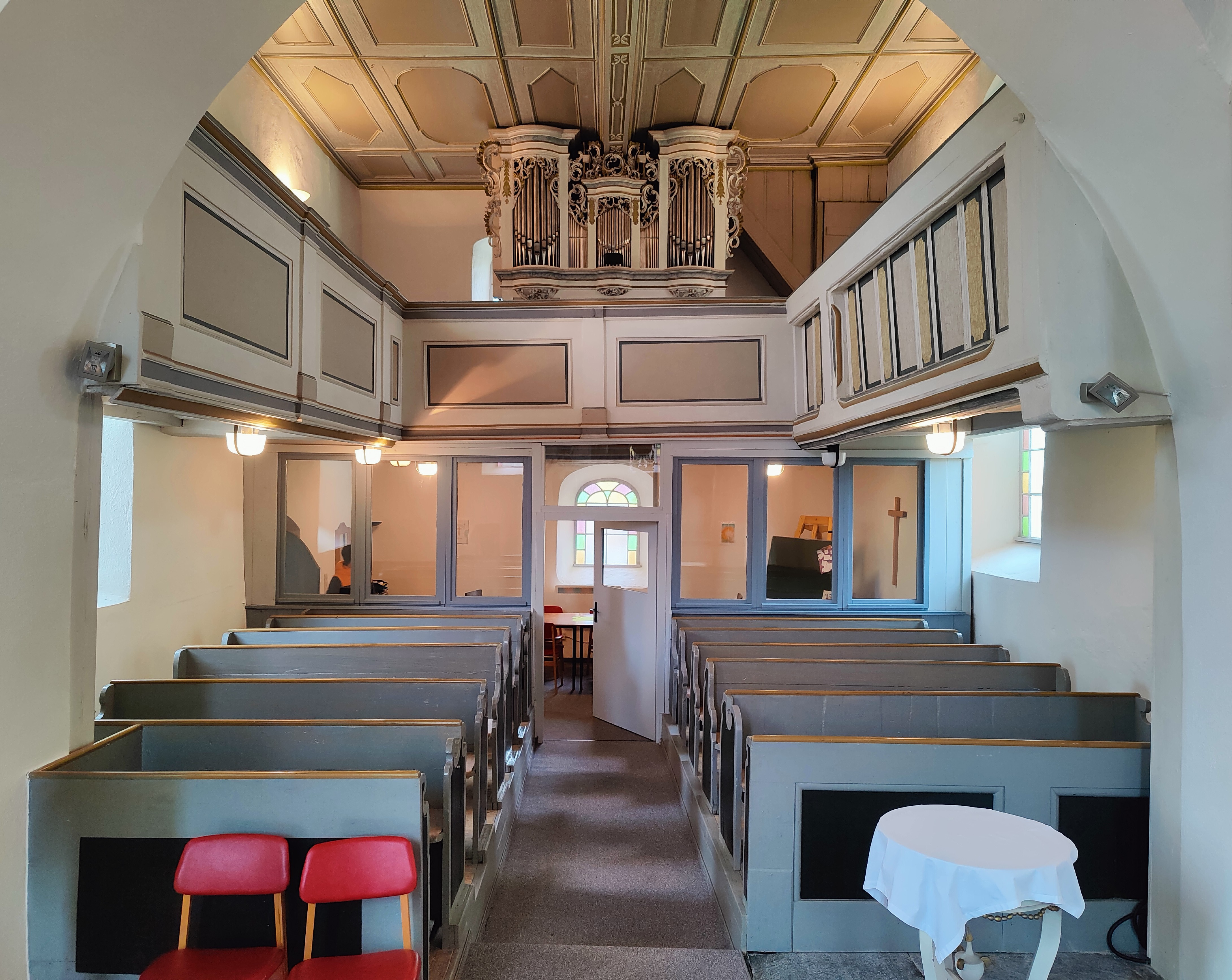
Innenraum, Blick zur Orgel (2023)

Die evangelische Dorfkirche Arnsgrün steht im Ortsteil Arnsgrün der Stadt Zeulenroda-Triebes im Landkreis Greiz in Thüringen. Sie gehört zum Pfarrbereich Pöllwitz-Schönbach im Kirchenkreis Greiz der Evangelischen Kirche in Mitteldeutschland.

## Geschichte
Der Gründungsbau der Kirche erfolgte vermutlich im 13. oder 14. Jahrhundert. Das jetzige Gotteshaus soll im 15. Jahrhundert an Stelle der romanischen Kapelle – in Höhe des heutigen Altarraums – gebaut worden sein. Im Chorraum befinden sich zwei rotbraune Weihekreuze in der Form von Radkreuzen. Diese zeugen von einer mittelalterlichen Weihe der Kirche.
Um 1660 wurde die Kirche erstmals mit dem Dorf Arnsgrün genannt. 1657 wurde ein neuer Glockenturm errichtet. 1665 erweiterte man das Kirchenschiff, und die Kanzel wurde mit erbaut. Der heutige Kanzelaltar stammt aus dem Jahr 1743. Aufgrund von Renovierungen (u. a. auf Veranlassung des Ortsrichters Schaub) in den vergangenen Jahrhunderten entspricht er jedoch nicht mehr vollständig dem Original.
Die Turmuhr wurde eingebaut.
Die Orgel schuf 1784 Johann Gottlob Trampeli aus Adorf – nach „Silbermannscher Art“. Sie besitzt 9 Register auf einem Manual und Pedal. 1842 kam erstmals Außenputz an das Gebäude.
1966 gab es durch Blitzschlag einen Brand im Turm.
Als Arnsgrün 1993 zum Kirchspiel Pöllwitz kam, wurde die Aussegnungshalle auf dem Friedhof gebaut. Nachher wurde das elektrische Geläut und eine neue Turmuhr beschafft. Die Dielung des Dachbodens und die Restaurierung der Orgel 2007 durch die Firma Orgelbau Waltershausen folgten. Zuletzt fand 2020–2021 eine Innensanierung statt.
Im rückwärtigen westlichen Teil des Kirchenschiffes wurde 1985 ein Gemeinderaum geschaffen, der heute für Kinderstunden, Kirchencafé und ähnliches genutzt wird.  